# Европска зелена странка
Европска зелена странка (енгл. European Green Party) је европска политичка странка. Пре оснивања Европске зелене странке 2004. године, партије зелених Европе, биле су у координацији од 1979. до 1993. и у федерацији од 1993. до 2004.

## Историја
Координација европских зелених и радикалних партија организована је после Европских парламентарних избора 1979. године. Међутим, услед разлике између неких зелених и радикалних група, није дошло до стварања заједничке платформе са којом би се изашло на изборе. Тако да, зелени нису ушли у Европски парламент.
Зелени, поново излазе на изборе 1984. године. У пролеће 1984. године на конгресу у Лијежу, где се ствара реструктурирана Европска зелена координација (ЕЗК). После ових избора једанаест посланика зелених улази у Европски парламент. Формирају Европску зелену везу. Ова група је била мала тако да није испуњавала услове за добијање новца из фондова и рад у комитетима Парламента. Због тога посланичка група зелених улази у групу Дуга, коју чине регионалисти, дански Народни покрет против Европске заједнице, и неке радикалне и социјалистичке странке. Овим је позиција зелених била јако ослабљена услед принципа ротирања, где су неки посланици били мењани након половине мандата.
На изборима за Европски парламент 1989. године Зелени освајају 26 посланичких места, али због претходних унутрашњих сукоба, напуштају групу Дуга, и оснивају Зелену групу у Европском парламенту.
У јуну 1993. године формирана је Европска федерација зелених партија у финском граду Кирконумију. Овим је организација добила већу структурну повезаност и формирани су Конгрес, Веће и извршни комитет.
На изборима 1994. године Зелени освајају 20 места у Парламенту. У посланичку групу су ушли и по један представник Данске Социјалистичке народне партије, као и по један представник Италијанских Јужно тиролске народне партије и странке Мрежа.
На изборима 1999. године зелени су побољшали резултат и освојили 38 места. Формирали су посланичку групу са члановима Слободне алијансе, која је представљала регионалистичке странке, и која је раније деловала под називом Европска радикална алијанса.
Европска зелена партија основана је на четвртом конгресу Европске федерације зелених партија који је био одржан у фебруару 2004. године у Риму и коме је присуствовало преко 1000 делегата. Две трећине зелених партија из целе Европе је ушло у новоосновану пан-Европску партију. Тако су зелени први формирали своју партију на Европском нивоу, остале федерације су основане између 2004. и 2006. године.
Избори 2004. године доносе зеленима 35 места у Европском парламенту, а избори 2009. године 46 места, што је најбољи резултат у тридесетогодишњој историји Зелене партије.

## Идеологија
Европска зелена партија је увек била посвећена основних вредностима зелене политике, као што су еколошка мудрост (екозофија), политичка слобода, различитост, социјална правда, родна равноправност, одрживи развој и ненасиље.
Међутим, однос између зелених странака и Европске уније се драматично мењао кроз историју. Седамдесетих и осамдесетих година Европски зелени су показивали велику скептичност према европској политици и економској интеграцији, која је била у супротности са социјалним и интересима животне средине. Такође, на самом Европском нивоу, постоје различита мишљења међу странкама чланицама, од проевропски настројених Луксембуршке партије Зелених, до евроскептичне Шведске зелене партије.
У сфери политике када је Интернет у питању, Европски зелени — Европска слободна алијанса, је позната по снажној подршци слободном информисању.

## Организација
Европска зелена партија састављена је од политичких партија из земаља Европе.
Најважнија тела ЕЗП су Конгрес, Веће и Комитет.
Конгрес чине 400 представника партија чланица као и посланици у Европском парламенту. Свака партија чланица мора имати најмање четири представника. Конгрес даје коначну реч о политици ЕЗП.
Веће се састоји од посланика у ЕП и партија чланица, мање партије имају једног, веће два представника. Веће је одговорно за вођење политике између два Конгреса, и одлучује о организационим питањима, као што су избори за Комитет, апликација за чланство и посматрачки статус, и статут ЕЗП.
Комитет чине девет чланова, укључујући и два портпарола (једног мушкарца и једну жену), генералног секретара и благајника. Они су одговорни за дневно политичка питања, извршавање одлука Већа и активности генералног секретара.
Сва тела одлучуја двотрећинском већином.
Европски зелени организовани су и у неколико регионалних мрежа, као што су: Зелена острвска мрежа (мрежа зелених партија Британије, Ирске), Зелени Балтичког мора, Зелена Медитеранска мрежа, Зелена Јадранска мрежа, Зелени Северног мора.

## Партије чланице
Албанија
- Зелена партија (Partia e Gjelber)

Аустрија
- Зелени (Die Grünen)

Белгија
- Зелени! (Groen!)
- Еколо

Бугарска
- Зелена партија (Зелена партия)
- Бугарски зелени (Bulgarian Greens)

Грузија
- Грузијски зелени (საქართველოს მწვანეთა პარტია)

Грчка
- Еколошки зелени (Οικολόγοι Πράσινοι)

Данска
- Социјалистичка народна партија (Данска) (Socialistisk Folkeparti)

Енглеска
- Зелена партија Енглеске и Велса (Green Party of England and Wales)

Естонија
- Естонски зелени (Eestimaa Rohelised)

Ирска
- Зелена алијанса (Green Party/Comhaontas Glas)

Италија
- Зелени Италије (Federazione dei Verdi)

Кипар
- Еколошки покрет Кипра (Κίνημα Οικολόγων Περιβαλλοντιστών)

Летонија
- Летонска зелена партија (Latvijas Zaļā Partija)

Луксембург
- Зелени (Déi Gréng)

Мађарска
- Зелене демократе (Zöld Demokraták)
- Политика може бити другачија (Lehet Más a Politika)

Малта
- Демократска алтернатива (Малта) (Alternattiva Demokratika)

Молдавија
- Еколошка партија Молдавије — Зелена алијанса (Partidul Ecologist din Moldova "Aliante Verde")

Немачка
- Савез 90/Зелени (Bündnis 90/Die Grünen)

Норвешка
- Еколошка партија зелених (Miljøpartiet De Grønne)

Пољска
- Зелени 2004 (Zieloni 2004)

Португал
- Зелени (Os Verdes)

Румунија
- Зелена партија (Partidul Verde)

Русија
- Зелена алтернатива (Zelyonaya Alternativa)

Северна Ирска
- Зелена партија Северне Ирске (Green Party in Northern Ireland)

Словачка
- Зелена партија (Strana zelených)

Словенија
- Странка младих Словеније (Stranka mladih Slovenije)

Турска
- Зелени (Yeşiller)

Украјина
- Партија зелених Украјине (Партія Зелених України (Partija Zelenych Ukrajiny))

Финска
- Зелена лига (Vihreät)

Француска
- Зелени (Les Verts)

Холандија
- Зелена левица (GroenLinks)

Чешка
- Зелена странка (Strana zelených)

Швајцарска
- Зелени (Grüne /Les Verts /La Verda /Verdi)

Шведска
- Еколошка партија зелених (Miljöpartiet de Gröna)

Шкотска
- Шкотска зелена партија (Scottish Green Party)

Шпанија
- Зелени (Los Verdes)
- Иницијатива за зелену Каталонију (Iniciativa per Catalunya Verds)